# جيمس بلاندل
جيمس بلاندل (بالإنجليزية: James Blundell)‏ هو كاتب أغاني أسترالي، ولد في 8 ديسمبر 1964 في Stanthorpe, Queensland ‏ في أستراليا.

## وصلات خارجية
- الموقع الرسمي
- جيمس بلاندل على موقع ميوزك برينز (الإنجليزية)
- جيمس بلاندل على موقع ديسكوغز (الإنجليزية)